# Caja 25
Pour plus de détails, voir Fiche technique et Distribution.
Caja 25 est un film documentaire panaméen réalisé par Mercedes Arias et Delfina Vidal et sorti en 2015. Le film traite des lettres écrites par les hommes qui ont construit le canal de Panama.
Le film est dans un premier temps sélectionné comme entrée panaméenne pour l'Oscar du meilleur film en langue étrangère à la 88e cérémonie des Oscars qui s'est déroulée en 2016. Toutefois, lorsque la liste définitive est annoncée par l'Académie, le film n'y est pas repris.

## Fiche technique
- Titre anglais : Box 25